# Артістона
Артістона або Артастуна (*д/н —поч. V ст. до н. е.) — царівна Стародавньої Персії. Назва перекладається як «стовп Арти, обожений правдою».

## Життєпис
Походила з династії Ахеменідів. Донька царя царів Кіра II та Аметиди (або Кассандани). Близько 522 року до н. е. після сходжена Дарія I на перський трон, вийшла за нього заміж. На відміну від своєї сестри Атосси, яка до Дарія встигла побувати дружиною і Камбіса і Гаумати, Артістона дісталася Дарію I незайманою. Геродот зазначає, що це була улюблена дружина Дарія I, який поставив золоту статую Артістони в Персеполі.
Мала 2 синів — Арсама (д/н-480 до н. е.) і Гобрія — та 1 доньку — Артістону (нар. бл. 522 року до н. е.), що начебто була дружиною Мардонія.